# Hypogäum von Roaix
 Das Hypogäum von Roaix (auch Grotte von Roaix genannt) ist eine künstliche, in den Fels geschlagene Höhle. Sie befindet sich in der gleichnamigen Gemeinde Roaix, etwa 40 Kilometer nördlich von Avignon und westlich von Vaison-la-Romaine im Département Vaucluse in Frankreich.
An dem Ort namens „les Crottes“ (lateinisch crotae, deutsch Höhlen) wurde 1966 von Jean Courtin ein mehrschichtiger Bestattungshorizont mit mehreren Hundert Skeletten entdeckt. Der obere ist die so genannte Kriegerschicht. Bei vielen der in dieser Schicht begrabenen Männer, Frauen und Kinder fanden sich Pfeilspitzen, die im Brustkorb gesteckt hatten. Es wird angenommen, dass hier in der späten Jungsteinzeit (Kupferzeit) eine kollektive Tötung stattfand. Die Funde wurden auf 2150–2090 v. Chr. datiert. In der früheren Schicht fanden sich Feuersteindolche und Pfeilspitzen, einfache Töpfe und Perlen aus Kupfer, Grünstein und Türkis. Ein anfangs als „Perle de Roaix“ bekannt gewordenes Artefakt wurde zunächst für das älteste Glasartefakt in Südfrankreich angesehen, bei einer neueren Studie jedoch als Perle aus Türkis identifiziert.

## Kontext
Inzwischen sind mehrere Tausend Gräber bekannt, die in das Endneolithikum (Kupferzeit) datieren. Aus den Daten konnten die Archäologen gewaltsam getötete Personen ausfiltern. Erste diesbezügliche Beobachtungen machten 1870 und 1880 Paul Cazalis de Fondouce in den Hypogäen von Fontvieille (Departement Bouches-du-Rhône) und der Arzt Barthelemy Prunieres in den Baumes Chaudes in Saint-Georges-de-Lévéjac (Lozere). Sie hatten menschliche Knochen gefunden, in denen Steinspitzen steckten.
Am Ende des Neolithikums ist eine Zunahme von Gewalt feststellbar. Während es für das europäische Frühneolithikum (ca. 6000–4500 v. Chr.) kaum Beispiele für nachweislich durch Gewalt getötete Menschen gibt, sind im Mittelneolithikum (4500–3500 v. Chr.) die Nachweise kaum häufiger.
Die Gegend um Vaison ist als Pays voconce bekannt, benannt nach dem gleichnamigen gallischen Stamm. Das gallische Vaison-la-Romaine hieß Vasio Vocontiorum.